# Inverness (Illinois)
Inverness is een plaats (village) in de Amerikaanse staat Illinois, en valt bestuurlijk gezien onder Cook County.

## Demografie
Bij de volkstelling in 2000 werd het aantal inwoners vastgesteld op 6749. In 2006 is het aantal inwoners door het United States Census Bureau geschat op 7434, een stijging van 685 (10,1%).

## Geografie
Volgens het United States Census Bureau beslaat de plaats een oppervlakte van 16,8 km², waarvan 16,4 km² land en 0,4 km² water.

## Plaatsen in de nabije omgeving
De onderstaande figuur toont nabijgelegen plaatsen in een straal van 8 km rond Inverness.